# Enoch Adeboye
Enoch Adejare Adeboye (ur. 2 marca 1942 w Ifeware) – doktor filozofii, kaznodzieja zielonoświątkowy, pastor i przewodniczący zgromadzenia Odkupionego Chrześcijańskiego Kościoła Bożego.

## Życiorys
Z wykształcenia matematyk. W latach 1967–1975 był wykładowcą hydrodynamiki na Uniwersytecie w Lagos. Następnie pracował naukowo na Uniwersytecie w Ilorin. W 1984 r. porzucił pracę wykładowcy akademickiego i poświęcił się kaznodziejstwu oraz przewodnictwu Kościoła zielonoświątkowego, którego jest liderem.
Jego nawrócenie na pentekostalizm miało miejsce w latach 70. XX wieku. Początkowo był jedynie lektorem charyzmatycznego pastora Jozjasza Akindayomi, który w 1952 roku założył Odkupiony Chrześcijański Kościół Boży w Nigerii. Zajmował się dla niego tłumaczeniem kazań z języka joruba na język angielski. W 1973 roku przystąpił oficjalnie do ruchu zielonoświątkowego i w 1975 roku został ordynowany przez Jozjasza Akindayomi na pastora Odkupionego Chrześcijańskiego Kościoła Bożego.
W 1981 roku po śmierci Jozjasza Akindayomi został wybrany przewodniczącym zgromadzenia Kościoła. Rozwinął działalność misyjną swojej denominacji. Początkowo w Afryce później na innych kontynentach. Zaczął wykorzystywać w swojej działalności środki masowego przekazu.
Prowadzony przez niego Kościół w ciągu dwudziestu kilku lat rozwinął się bardzo dynamicznie. Jest jednym z największych Kościołów zielonoświątkowych na świecie. Posiada około 5 milionów wiernych, 14 tysięcy zborów i placówki misyjne w 110 krajach (m.in. w Chinach, Pakistanie i Malezji). Wydaje również magazyn The Mandate oraz jest właścicielem stacji telewizyjnej Open Heavens TV.
Według raportu magazynu Newsweek opublikowanego w grudniu 2008 roku, Enoch Adeboye jest obecnie jednym z pięćdziesięciu najbardziej wpływowych ludzi na świecie.